# Romeinse Catechismus

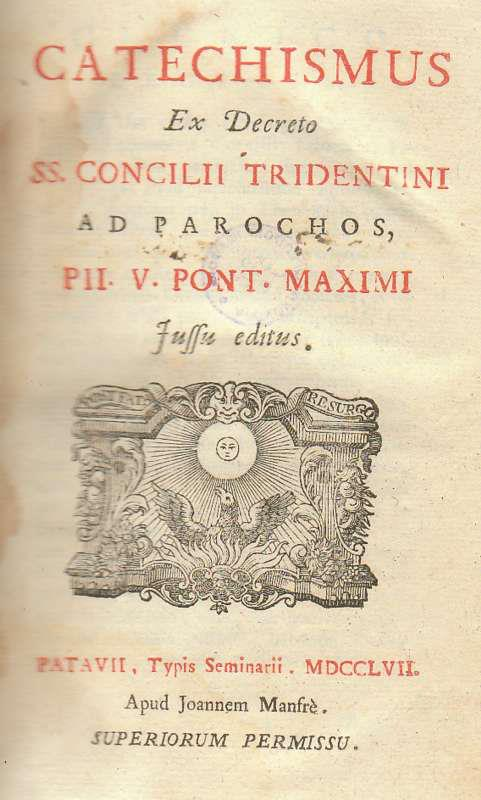

De Romeinse Catechismus (Catechismus Romanus ex decreto SS. Concilii Tridentini), ook wel Catechismus van het Concilie van Trente of Catechismus van de Heilige Paus Pius V genoemd, werd tussen 1563 en 1566 samengesteld in opdracht van het Concilie van Trente, ten behoeve van de priesters. Gepromulgeerd werd het geloofsboek door de heilige Paus Pius V.
Deze catechismus werd door F. Vermuyten, pr., in 1935 in het Nederlands vertaald en uitgegeven door Dessain te Mechelen, met een aanbeveling van kardinaal Van Roey. In de jaren 1980 ontstonden verschillende nieuwe drukken van deze Catechismus in de Nederlandse taal. 
De Romeinse Catechismus bevat een duidelijke opsomming van de katholieke leer, bijzonder van de geloofspunten die door de protestanten in de 16e eeuw aangevallen waren.